# شاستا لیک (کالیفرنیا)
شاستا لیک (به انگلیسی: Shasta Lake) شهری در شهرستان شاستا ایالت کالیفرنیا است که در سرشماری سال ۲۰۱۰ میلادی، ۱۰۱۶۴ نفر جمعیت داشته است.